# Ewa Dutkiewicz
Ewa Dutkiewicz (née dans les années 1980) est une préhistorienne et archéologue allemande. Elle a attiré l'attention internationale en 2024 grâce à la découverte, décrite comme sensationnelle dans la presse, du plus ancien adhésif composite connu, fabriqué par des Néandertaliens il y a plus de 40 000 ans. Ses recherches sont considérées comme une avancée majeure dans la com-préhension des capacités cognitives des premiers êtres humains.

## Biographie
Ewa Dutkiewicz a étudié la préhistoire et protohistoire à la Freie Universität Berlin ainsi qu'à l'Université de Tübingen. Elle a approfondi sa carrière scientifique par une thèse de doctorat, spécialisée dans les signes et symboles du Paléolithique. Depuis 2019, elle est conservatrice au Musée de la Préhistoire et de la Protohistoire à Berlin, où elle est responsable notamment du département de la Pierre ancienne. Depuis 2024, elle mène également des recherches en tant que post-doctorante dans le cadre du projet EVINE financé par le Conseil européen de la recherche (ERC), consacré au traitement visuel de l'information dans les premières sociétés humai-nes. Ewa Dutkiewicz est directrice de la Société berlinoise d'anthropologie, d'ethnologie et de préhistoire.